# US-Garnison Augsburg
Die US-Garnison Augsburg existierte von 1945 bis 1998. Während dieses Zeitraums waren verschiedene Einheiten der US Army in Augsburg stationiert. Die amerikanischen Truppen nutzten die Augsburger Wehrmachtskasernen, die den Zweiten Weltkrieg weitgehend unbeschädigt überstanden hatten.
Nach 52 Jahren verließ die US-Armee Augsburg am 19. Juni 1998. Eine Abschiedsfeier im Rosenaustadion umfasste militärisches Zeremoniell, eine Truppenparade, Darbietungen eines US-Militärchors sowie einen gemeinsamem „Großen Zapfenstreich“ deutscher und amerikanischer Soldaten.

## Stationierte Einheiten
In der unmittelbaren Nachkriegszeit – bis zum 22. Juli 1945 – befand sich in Augsburg das Hauptquartier der 7. US-Armee. Augsburg war auch Standort der 7708 War Crimes Group, die für die Durchführung der Dachauer Prozesse zur Verfolgung und Aburteilung deutscher Kriegsverbrecher in der amerikanischen Besatzungszone zwischen 1945 und 1949 verantwortlich war.
Über verschiedene Zeiträume waren in Augsburg zahlreiche Verbände stationiert. Die bedeutendsten vier waren Einheiten der 11. US-Luftlandedivision und der 24. US-Infanteriedivision, ein Artillerie-Korps der 7. US-Armee sowie die 66. Military Intelligence Brigade.
Am 5. März 1956 ersetzte die 11. Luftlandedivision die 5. Infanteriedivision am Standort Augsburg im Rahmen der Operation Gyroscope. Dieses Programm der US-Armee zielte darauf ab, die Moral der Truppen und ihrer Familien sowie die Kampfkraft zu stärken und Kosten zu senken. Es sah den regelmäßigen Austausch ganzer Einheiten bei Auslandsaufenthalten vor, anstatt wie bisher einzelne Soldaten auszuwechseln. Am 30. Juni 1958 wurde die 11. Luftlandedivision formal aufgelöst und als 24. Infanteriedivision neu aufgestellt.
Zusätzlich waren in Augsburg Teile der 1., 5., 9. und 43. Infanteriedivision sowie verschiedene Einheiten der Militärpolizei stationiert. Ab 1970 befand sich die ASA (Army Security Agency) Field Station in der Sheridan-Kaserne, verantwortlich für den Betrieb der heutigen BND-Außenstelle Gablingen. Diese schloss am 12. Januar 1993 bzw. wurde an den Bundesnachrichtendienst übergeben.

## Standorte innerhalb Augsburgs
Die US-Streitkräfte nutzen in Augsburg drei Hauptstandorte: die Sheridan-Kaserne, die Reese-Kaserne und die Flak-Kaserne. Zusätzlich unterhielten sie das Quartermaster Supply Center sowie das 34. General Hospital.
Für die Familien der US-Soldaten wurden vier Wohnsiedlungen im Umfeld der Kasernen errichtet: die Sullivan Heights, die Housing Areas Centerville und Cramerton und für die Offiziere der Fryar Circle.
Eine Auflistung aus dem Jahr 1978 führt folgende militärische Einrichtungen und Wohngebiete auf:
1. Centerville Housing
2. Cramerton Housing
3. Flak Kaserne
4. Fryar Circle Housing
5. Gablingen Kaserne
6. Quartermaster Supply Center
7. Reese Barracks
8. Sheridan-Kaserne
9. Sullivan Heights Housing
10. NCR Leased Housing
11. Schwaben Center Leased Housing
12. Lilienthal Leased Housing

Bei ihrem Einzug in Augsburg 1945 requirierten die Besatzungstruppen zunächst auch Wohnungen und Hotels in der Innenstadt, bevor die eigenen Unterkünfte fertiggestellt waren.

## Bedeutung der Garnison Augsburg
Augsburg war die größte Garnisonstadt in Schwaben.
Mit dem Ende des Kalten Krieges und der Auflösung des Warschauer Pakts im Jahr 1991 kam es zu umfangreichen organisatorische Veränderungen, Truppenreduzierungen und Standortschließungen bei den US-Streitkräften in Deutschland. Am 1. Oktober 1991 wurden die „USAREUR Military communities“ neu strukturiert und in Area Support Groups (ASG), Base Support Battalions (BSB) und Area Support Teams (AST) zusammengefasst.
Die 99. Area Support Group, die größte in Deutschland, übernahm den Standortbetrieb für die früheren „Military communities“ von Ansbach, Augsburg, Bamberg, Bad Tölz, Göppingen, Heilbronn, München, Neu-Ulm und Nürnberg. Diese Standorte wurden in vier Base Support Battalions und acht Area Support Teams aufgeteilt, wobei das 236. BSB hatte sein Hauptquartier in Augsburg hatte. Im Dezember 1993 wurde das 99. ASG aufgelöst und das BSB Augsburg dem ASG Stuttgart zugeordnet.

## Standort-Kommandanten
Barbara G. Fast war die letzte Standortkommandantin in Augsburg. Sie erlangte später im Zusammenhang mit dem irakischen Abu-Ghuraib-Gefängnis öffentliche Aufmerksamkeit.

## Einfluss auf Augsburg
Zu Spitzenzeiten lebten bis zu 17.000 US-Soldaten in der Stadt, mit Familienangehörigen stieg diese Zahl auf etwa 30.000 Amerikaner. Dies führte zu einer starken Präsenz amerikanischer Kultur im Stadtbild. Zudem stellten die Amerikaner aufgrund ihrer hohen Kaufkraft, begünstigt durch den vorteilhaften Dollar-Kurs, einen wichtigen Wirtschaftsfaktor dar.
Ein jährlicher Höhepunkt war das Deutsch-amerikanische Volksfest auf dem Volksfestplatz an der Bürgermeister-Ackermann-Straße. Amerikanische Spezialitäten wie „American ice-cream“ (Häagen-Dazs) sowie original amerikanische Hamburger, Chili und Maiskolben waren bei vielen Augsburgern beliebt. Auch das Eingreifen der Militärpolizei (MP) bei Auseinandersetzungen in der Umgebung des Festplatzes blieb in Erinnerung.
Am Zweiten Golfkrieg 1990/1991 nahmen auch Soldaten aus Augsburg teil. Durch persönliche Kontakte zu den Soldaten sowie die Berichterstattung der lokalen Medien erlebten die Augsburger die Schicksale der Soldaten mit.
Während der Jugoslawienkriege unterstützte die in Augsburg stationierte 66. Military Intelligence Group die IFOR mit militärischer Aufklärungsarbeit.

## Seit dem Abzug

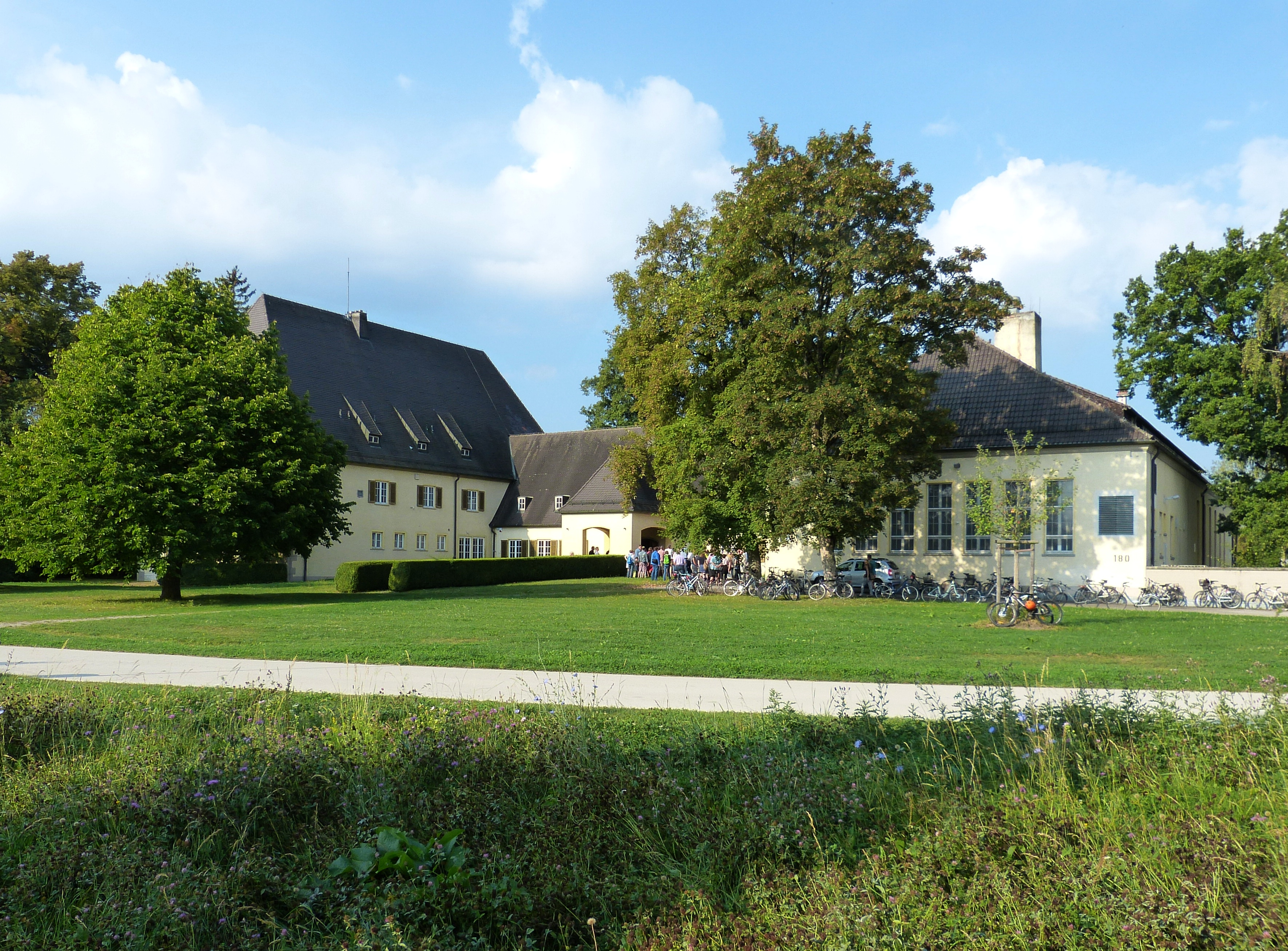
Ehemaliges Offizierskasino der Sheridan-Kaserne

Die von den Amerikanern aufgegebenen Kasernen erfahren eine umfassende Umgestaltung. Sie werden schrittweise in Wohn- und Geschäftsviertel sowie in Areale für den Kulturbetrieb umgewandelt. Ein Beispiel für diese Transformation ist das Kulturhaus Abraxas. Das Areal der ehemaligen Sheridan-Kaserne trägt nun den Namen SheridanPark und bietet Raum für eine vielfältige Nutzung. Es umfasst 35 Hektar Gewerbe- und Mischgebiet sowie 19 Hektar Wohngebiet.
Um die Geschichte des Ortes zu bewahren, blieben einige charakteristische Gebäude erhalten. Dazu gehören das Offizierskasino und die mittlerweile unter Denkmalschutz stehende „Chapel“, die kleine amerikanische Kirche. Der ehemalige Kindergarten wird weiterhin als solcher genutzt.
Die amerikanische Präsenz hat bleibende Spuren in Augsburg hinterlassen. Einige ehemalige US-Soldaten haben sich entschieden, in der Stadt zu bleiben. Ihre Vereine und Veranstaltungen sind inzwischen fester Bestandteil des städtischen Lebens.
Am 28. April 2005 gründete sich im Kulturhaus Abraxas der Verein Amerika in Augsburg e. V., der sich zur Aufgabe gemacht hat, „die Geschichte und Geschichten der 50-jährigen Präsenz der US-Streitkräfte in Augsburg, ihrer Angehörigen, der Augsburgerinnen und Augsburger, die diese Zeit miterlebten, zu dokumentieren und für die nächsten Generationen erlebbar zu machen.“